# Mys Shuvelyan
Mys Shuvelyan är en udde i Azerbajdzjan.   Den ligger i distriktet Baku, i den östra delen av landet, 30 km öster om huvudstaden Baku.
Terrängen inåt land är platt. Trakten är tätbefolkad. Närmaste större samhälle är Shuvelyany, 3,9 km väster om Mys Shuvelyan. 
Trakten runt Mys Shuvelyan består i huvudsak av gräsmarker.